# 原勇弥
原 勇弥（はら ゆうや、1989年10月30日 - ）は、日本の俳優。ヌンチャクパフォーマー。
長野県木曽町出身。長野県木曽山林高等学校（現長野県木曽青峰高等学校）インテリア科卒業。日活芸術学院卒業。身長155cm。

## 来歴
小柄な身長と特徴的な容姿を活かし様々な役柄を演じる。
2008年、養成所時代にドラマ『トンスラ』食人族役でデビュー。
2010年、舞台版「イナズマイレブン」少林寺歩役で本格的にデビュー。
2012年 - 2014年 事務所の演劇発表会で主催を務める。毎月コント台本の脚本を務め、自らも出演していた。

## 人物
特技はフリースタイルヌンチャク。趣味は動画編集。
学生時代はバスケットボールとバンドでボーカルをやっていた。
憧れの俳優として阿部サダヲをあげている。
高校の先輩に田中要次がいる。
お腹が弱い。辛いものや炭酸はお腹に負担がかかるからと、なるべく口にしない。

## 出演

### 映画
- 『幸運の壺 Good Fortune』(第3回沖縄国際映画祭)（2011年） - 大樹 役
- カイジ2 人生奪回ゲーム（2011年・東宝） - 原大志 役
- 仮面ライダー×仮面ライダー ウィザード&フォーゼ MOVIE大戦アルティメイタム（2012年・東映） - 根津誓夫 役
- 土竜の唄〜潜入捜査官REIJI（2014年・東宝） - 警官 役
- るろうに剣心 京都大火編 / 伝説の最期編（2014年・東宝） - 刈羽蝙也 役
- 進撃の巨人 ATTACK ON TITAN（2015年・東宝） - 巨人 役
- 闇金ドッグス7（2017年・AMG） - チビ男 役

### テレビドラマ
- トンスラ（2008年・日本テレビ） - 食人族 役
- 臨死!!江古田ちゃん（2011年・日本テレビ） - 童貞 役
- 理想の息子（2012年・日本テレビ） - 熱川勇弥 役
- 大河ドラマ
  - 平清盛（2012年・NHK） - 蝉松 役
  - いだてん〜東京オリムピック噺〜（2019年・NHK） - 田畑政治 役（青年期）
- ドラマNEO 放課後はミステリーとともに（2012年・TBS） - 多摩川 役
- ホワイト・ラボ〜警視庁特別科学捜査班〜（2014年・TBS） - 三鷹研究員 役
- 素敵な選TAXI（2014年・フジテレビ） - 人質刑事 役
- 地獄先生ぬ〜べ〜（2014年・日本テレビ） - 北原徹 役
- 松本清張ミステリー時代劇 左の腕（2015年・BSジャパン） - 佐吉 役
- サムライせんせい（テレビ朝日） - 波尻雄二 役
- お迎えデス。＃3（日本テレビ） - 絡んでくる男 役
- 受験のシンデレラ＃1（NHK BSプレミアム） - オレオレ詐欺スタッフ 役
- でぶせん（日本テレビ） - 大友斗彼布（トカレフ） 役
- ラストコップ another story#1（日本テレビ） - マサミチ 役
- 精霊の守り人 悲しき破壊神（NHK） -  海士 役
- 仮面ライダージオウ 第5話（2018年9月30日、テレビ朝日） - 根津誓夫 役
- 初めて恋をした日に読む話 第3話（2019年1月29日、TBS）
- 孤独のグルメ Season8 第12話 （2019年12月21日、テレビ東京 ） - 栗原匡史 役
- 相棒season19 第10話 (2020年12月16日、テレビ朝日)

### 舞台
- 舞台版「イナズマイレブン」（2010年） - 少林寺歩 役
- DOG’S（2015年） - ペロ 役
- おそ松さん on STAGE 〜SIX MEN’S SHOW TIME〜（2016年） - ハタ坊 役
- 青の祓魔師 島根イルミナティ篇（2017年） - 外道院ミハエル 役
- おそ松さん on STAGE 〜SIX MEN’S SHOW TIME2〜（2018年） - ハタ坊 役
- 龍よ、狼と踊れ Dragon,Dance with Wolves ～草莽の死士～（2018年) - 可児才蔵 役
- 十二大戦(2018年) - 必爺役
- 喜劇「おそ松さん」（2018年） - ハタ坊 役
- 逆転裁判 -逆転のGOLD MEDAL-（2019年）- タリーノ 役[1]
- おそ松さん on STAGE 〜SIX MEN’S SHOW TIME3〜（2019年） - ハタ坊 役

### CM
- 日本民間放送連盟「ヤンキーA篇」「ヤンキーB篇」（2017年） - ヤンキー 役
- 西友「85これ全部 篇」「誰のおかげで 篇」（2013年） - オタク兄 役